# Ор-Жош
Ор-Жош (валлон. Oû-Djåce) — муніципалітет Валлонії, розташований у бельгійській провінції Валлонський Брабант. На 1 січня 2008 року загальна кількість населення Орп-Жоше становила 8400 осіб. Загальна площа 50,50 км², що дає щільність населення 159 жителів на км².
Муніципалітет складається з таких районів: Енін, Фолькс-ле-Кав, Жош, Жандрен-Жандрнуй, Маріль, Нодувез і Орп-ле-Гран.